# 1 E6 m
Za lažjo primerjavo različnih redov velikosti je na tej strani nekaj dolžin in višin od 106 metrov (1000 km) do 107 m (10.000 km).
- razdalje, krajše od 1000 km

- 1.000 km je dolžina, enaka:
  - 621 milj
  - stranica kvadrata s površino 1.000.000 km²
  - polmer kroga s površino 3.141.592 km²
- 1003 km—premer asteroida Ceres
- 1308 km—dolžina Hedžaške železnice
- 1280 km—premer čezneptunskega telesa Kvaoarja
- 1320 km—dolžina Rena
- 1572 km—razdalja od severa do juga Švedske
- 1600 km—dolžina Modrega Nila
- 1619 km—dolžina meje med Norveško in Švedsko
- 2000 km -- zračna črta (vranin let) med Pekingom in Hong Kongom
- 2000 km—dolžina obale Bajkalskega jezera
- 2205 km—celotna kopenska meja Švedske
- 2320 km—premer Plutona
- 2451 km—dolžina Aljaške avtoceste
- 2515 km—celotna kopenska meja Norveške
- 2700 km—premer Tritona (Neptunova luna)
- 2800 km—najmanjša širina Atlantskega oceana (Brazilija-Zahodna Afrika)
- 2850 km—dolžina Donave
- 3078 km—dolžina Sir Darje
- 3100 km—dolžina Reke svetega Lovrenca
- 3126 km—premer Evrope (Jupitrova luna)
- 3185 km—dolžina Jukona
- 3190 km—dolžina Inda
- 3200 km—dolžina Kolorada
- 3200 km—dolžina Salvena
- 3218 km—dolžina Purusa
- 3218 km—dolžina švedske obale
- 3370 km—dolžina Rio Madeire
- 3476 km—premer Zemljine Lune
- 3632 km—premer Ie (Jupitrova luna)
- 3680 km—dolžina Oba
- 3690 km—dolžina Volge, najdaljše reke v Evropi
- 3700 km—dožina Belega Nila
- 3750 km—dolžina rečja Murray-Darling
- 3998 km—dolžina Parané
- 4090 km—dolžina Jeniseja
- 4250 km—dolžina rečja Mackenzie-Slave-Peace-Finlay
- 4270 km—dolžina Lene
- 4370 km—dolžina Irtiša
- 4416 km—dolžina Amurja
- 4440 km—dolžina Irtiša
- 4500 km—dolžina Mekonga
- 4670 km—dolžina Konga
- 4715 km—skupna dolžina Nila
- 4800 km—največja širina Atlantskega oceana (ZDA-Severna Afrika)
- 4800 km—premer Kalisto (Jupitrova luna)
- 4879 km—premer Merkurja
- 4880 km—dolžina rečja Plata-Paraná-Grande
- 5007 km—ocenjena dolžina avtoceste Interstate 90 (Seattle, Washington do Bostona)
- 5100 km—zračna črta (vranin let) med Dublinom in New Yorkom
- 5150 km—premer Titana (Saturnova luna)
- 5262 km—premer Ganimeda (Jupitrova luna)
- 5464 km—dolžina Rumene reke (Huang Heja)
- 5500 km—domet faznega radarja PAWE PAWS v Massachusettsu
- 5570 km—dolžina rečja Ob-Irtiš
- 5650 km—dolžina obale Nove Zelandije
- 5780 km—dolžina rečja Amur-Argun-Kerulen
- 5940 km—dolžina rečja Jenisej-Angara-Selenga-Ider
- 6270 km—dolžina rečja Mississippi-Missouri-Jefferson-Beaverhead-Read Rock
- 6366 km -- Zemljin polmer
- 6380 km—dolžina Jangcekjanga (Modre reke)
- 6400 km—dolžina Velikega zidu na Kitajskem
- 6570 km—dolžina rečja Amazonka-Ucayali-Tambo-Ene-Apurimac
- 6695 km—dolžina rečja Nil-Kagera-Ruvuvu-Ruvusu-Luvironza, najdaljšega vodnega toka na Zemlji
- 6762 km—dolžina Amazonke, najdaljše reke na Zemlji
- 6800 km—premer Marsa
- 8200 km—zračna črta (vranin let) med Dublinom in San Franciscom
- 9289 km—dolžina transsibirske železnice v Rusiji

- razdalje, daljše od 10.000 km